# 대한민국의 병원 목록
아래는 대한민국의 병원 목록이다. 상급종합병원 목록은 상급종합병원 문서에서 확인 가능하다.

## 종합병원

### 강원특별자치도
- 강릉아산병원
- 강릉고려병원
- 강릉동인병원
- 강원도강릉의료원
- 강원대학교병원
- 강원도삼척의료원
- 강원도속초의료원
- 강원도영월의료원
- 강원도원주의료원
- 동해동인병원
- 속초보광병원
- 삼척병원
- 원주세브란스기독병원
- 태백산재병원
- 춘천성심병원

### 경기도
- 부천성모병원
- 성빈센트병원
- 강남병원
- 고려대학교안산병원
- 국군수도병원
- 국립암센터
- 광명성애병원
- 굿모닝병원
- 김포우리병원
- 남양주우리병원
- 남양주한양병원
- 다니엘종합병원
- 다보스병원
- 동국대학교일산불교병원
- 동수원병원
- 동의성단원병원
- 메트로병원
- 명지병원
- 박애병원
- 부천대성병원
- 분당서울대학교병원
- 분당제생병원
- 분당차병원
- 분당차여성병원
- 서울병원
- 성남중앙병원
- 순천향대학교부천병원
- 세종병원
- 센트럴병원
- 시화병원
- 신천연합병원
- 아주대학교병원
- 안산산재병원
- 안양샘병원
- 오산한국병원
- 용인세브란스병원
- 우리병원
- 원광대학교산본병원
- 의정부백병원
- 수원도립병원
- 안성도립병원
- 의정부성모병원
- 의정부도립병원
- 이천도립병원
- 파주도립병원
- 포천도립병원
- 일산백병원
- 일산차병원
- 일산병원
- 정병원
- 중앙대학교광명병원
- 평택국제병원
- 평택성모병원
- 참조은병원
- 추병원
- 한도병원
- 동탄성심병원
- 한림대학교 성심병원
- 한성병원
- 한양대학교구리병원
- 현대병원
- 화성중앙종합병원

### 경상남도
- 경상국립대학교병원
- 양산부산대학교병원
- 거제백병원
- 양산웅상중앙병원
- 갑을의료재단 갑을장유병원
- 김해복음병원
- 경희의료원교육협력중앙병원
- 강일병원(김해)
- 대우병원
- 동마산병원
- 경남마산의료원
- 삼성창원병원
- 영남병원
- 제일병원 (경상남도)
- 조은금강병원
- 조은현대병원
- 진주고려병원
- 진해연세병원
- 창원산재병원
- 창원파티마병원
- 측추병원
- 한양대학교 한마음창원병원
- MH연세병원
- 맑음샘병원
- 창원경상국립대학교병원
- 서경병원
- 적십자병원

### 경상북도
- 경주동산병원
- 구미강동병원
- 구미차병원
- 김천의료원
- 김천제일병원
- 동국대학교경주병원
- 문경제일병원
- 상주성모병원
- 상주적십자병원
- 한동대학교 선린병원
- 순천향대학교구미병원
- 안동병원
- 안동성소병원
- 안동의료원
- 영남대학교영천병원
- 포항성모병원
- 포항세명기독병원
- 포항의료원
- 세명병원

### 광주광역시
- 전남대학교병원
- 조선대학교병원
- 광주기독병원
- 광주병원
- 광주보훈병원
- 광주씨티병원
- 광주일곡병원
- 광주한국병원
- 광주현대병원
- 광주희망병원
- 새우리병원
- 미래로21병원
- 상무병원
- 새나래병원
- 서광병원
- 선한병원
- 신가병원
- 운암한국병원
- 첨단종합병원
- 하남성심병원
- HN병원

### 대구광역시
- 경북대학교병원
- 계명대학교동산병원
- 대구가톨릭대학교병원
- 영남대학교병원
- 가야기독병원
- 곽병원
- 구병원
- 보강병원
- 대구보훈병원
- 대구의료원
- 대구여성차병원
- 대구파티마병원
- 대구가톨릭대학교칠곡가톨릭병원
- 칠곡경북대학교병원

### 대전광역시
- 대전을지대학교병원
- 충남대학교병원
- 건양대학교병원
- 대전보훈병원
- 대전선병원
- 대전한국병원
- 유성선병원
- 가톨릭대학교 대전성모병원
- 근로복지공단 대전병원
- 대청병원

### 부산광역시
- 고신대학교복음병원
- 동아대학교병원
- 부산대학교병원
- 부산백병원
- 광혜병원
- 대동병원
- 동남권원자력의학원
- 동래봉생병원
- 동의병원
- 메리놀병원
- 봉생병원
- 부민병원
- 부산광역시의료원
- 부산보훈병원
- 부산성모병원
- 부산위생병원
- 영도병원
- 온종합병원
- 인창병원
- 일신기독병원
- 좋은강안병원
- 좋은문화병원
- 좋은삼선병원
- 춘해병원
- 침례병원
- 해동병원
- 해운대백병원
- BHS한서병원

### 서울특별시
- 에이치플러스 양지병원
- 강남세브란스병원
- 강남차병원
- 강북삼성병원
- 건국대학교병원
- 경희대학교병원
- 고려대학교구로병원
- 고려대학교안암병원
- 삼성서울병원
- 서울대학교병원
- 서울성모병원
- 서울아산병원
- 세브란스병원
- 이화여자대학교목동병원
- 이화여자대학교서울병원
- 중앙대학교병원
- 한양대학교병원
- 강남고려병원
- 강남성심병원
- 강동경희대학교병원
- 강동성심병원
- 구로성심병원
- 국립경찰병원
- 국립중앙의료원
- 녹색병원
- 대림성모병원
- 대한병원
- 동부제일병원
- 동신병원
- 명지성모병원
- 미즈메디병원
- 베스티안병원
- 보라매병원
- 부민서울병원
- 삼육서울병원
- 중앙보훈병원
- 서울백병원
- 서울성심병원
- 서울의료원
- 서울적십자병원
- 서울특별시동부병원
- 성바오로병원
- 성애병원
- 세란병원
- 신화요양병원
- 소화아동병원
- 양지병원
- 우리들병원
- 원자력병원
- 제일병원
- 청구성심병원
- 충무병원
- 한강성심병원
- 한전의료재단 한일병원
- 혜민병원
- 홍익병원
- 희명병원
- 순천향대학교서울병원
- 여의도성모병원
- 노원을지대학교병원
- 인제대학교 상계백병원

### 울산광역시
- 울산대학교병원
- 동강병원
- 서울산보람병원
- 울산병원
- 울산제일병원
- 울산중앙병원

### 인천광역시
- 인하대학교병원
- 가천대학교길병원
- 인천성모병원
- 검단탑병원
- 동인천길병원
- 국제성모병원
- 나사렛국제병원
- 나은병원
- 부평세림병원
- 성민병원
- 온누리병원
- 인천광역시의료원
- 인천기독병원
- 인천사랑병원
- 인천적십자병원
- 한림병원
- 메디플렉스 세종병원
- 인천백병원
- 비에스종합병원 (강화도)
- 인천보훈병원

### 전라남도
- 화순전남대학교병원
- 고흥윤호21병원
- 고흥종합병원
- 광양사랑병원
- 나주종합병원
- 무안병원
- 목포기독병원
- 목포시의료원
- 목포중앙병원
- 목포한국병원
- 성심병원
- 세안종합병원
- 순천산재병원
- 순천성가롤로병원
- 순천제일병원
- 순천중앙병원
- 순천한국병원
- 여수전남병원
- 여천전남병원
- 영광종합병원
- 장흥병원
- 해남병원

### 전북특별자치도
- 원광대학교병원
- 전북대학교병원
- 고창병원
- 기독교복음병원
- 김제우석병원
- 동군산병원
- 부안성모병원
- 예수병원
- 익산병원
- 전북특별자치도 군산의료원
- 전북특별자치도 남원의료원
- 전주고려병원
- 전주병원
- 정읍아산병원

### 제주특별자치도
- 서귀포의료원
- 제주대학교병원
- 제주한라병원
- 중앙병원
- 한국병원
- 한마음병원

### 충청남도
- 단국대학교병원
- 순천향대학교천안병원
- 공주의료원
- 당진종합병원
- 백제병원
- 보령아산병원
- 서산의료원
- 서산중앙병원
- 예산삼성병원
- 천안의료원
- 천안충무병원
- 아산충무병원
- 홍성의료원

### 충청북도
- 충북대학교병원
- 건국대학교충주병원
- 옥천성모병원
- 제천서울병원
- 청주성모병원
- 청주의료원
- 충주의료원
- 하나병원
- 한국병원
- 효성병원

## 대학병원

### 의대병원
- 가천대학교 동인천길병원
- 가톨릭관동대학교 국제성모병원
- 가톨릭대학교 서울성모병원
- 가톨릭대학교 여의도성모병원
- 가톨릭대학교 은평성모병원
- 가톨릭대학교 인천성모병원
- 가톨릭대학교 부천성모병원
- 가톨릭대학교 의정부성모병원
- 가톨릭대학교 대전성모병원
- 가톨릭대학교 성빈센트병원
- 강원대학교병원
- 건국대학교병원
- 건국대학교 충주병원
- 건양대학교병원
- 경북대학교병원
- 경북대학교 | 칠곡경북대학교병원
- 경상국립대학교병원
- 경상국립대학교 | 창원경상국립대학교병원
- 경희대학교병원
- 경희대학교 | 강동경희대학교병원
- 계명대학교 동산병원
- 계명대학교 대구동산병원
- 계명대학교 경주동산병원
- 계명대학교경주동산요양병원
- 고려대학교안암병원
- 고려대학교구로병원
- 고려대학교안산병원
- 고신대학교복음병원
- 단국대학교병원
- 대구가톨릭대학교병원
- 대구가톨릭대학교 칠곡가톨릭병원
- 동국대학교 일산병원
- 동국대학교 경주병원
- 동아대학교병원
- 부산대학교병원
- 부산대학교 | 양산부산대학교병원
- 서울대학교병원
- 서울대학교 | 분당서울대학교병원
- 성균관대학교 | 삼성창원병원
- 순천향대학교 부속 서울병원
- 순천향대학교 부속 부천병원
- 순천향대학교 부속 천안병원
- 순천향대학교 부속 구미병원
- 아주대학교병원
- 아주대학교요양병원
- 연세대학교 세브란스병원
- 연세대학교 | 강남세브란스병원
- 연세대학교 | 용인세브란스병원
- 연세대학교 | 원주세브란스기독병원
- 영남대학교병원
- 영남대학교 영천병원
- 울산대학교병원
- 원광대학교병원
- 원광대학교산본병원
- 을지대학교 | 대전을지대학교병원
- 을지대학교 | 의정부을지대학교병원
- 이화여자대학교 목동병원
- 이화여자대학교 서울병원
- 이화여자대학교 여성암병원
- 인제대학교 상계백병원
- 인제대학교 일산백병원
- 인제대학교 부산백병원
- 인제대학교 해운대백병원
- 인하대학교병원
- 전남대학교병원
- 전남대학교 | 화순전남대학교병원
- 전북대학교병원
- 제주대학교병원
- 조선대학교병원
- 중앙대학교병원
- 중앙대학교광명병원
- 차의과학대학교 | 구미차병원
- 충남대학교병원
- 충남대학교 | 세종충남대학교병원
- 충북대학교병원
- 한양대학교병원
- 한양대학교 구리병원
- 한양대학교 류마티스병원
- 한양대학교 국제병원
- 한림대학교 성심병원
- 한림대학교 한강성심병원
- 한림대학교 강남성심병원
- 한림대학교 춘천성심병원
- 한림대학교 동탄성심병원

### 치과병원
- 강릉원주대학교치과병원
- 경북대학교치과병원
- 경희대학교치과병원
- 단국대학교치과대학병원
- 단국대학교치과대학죽전병원
- 단국대학교세종치과병원
- 서울대학교치과병원
- 서울대학교 | 관악서울대학교치과병원
- 원광대학교 치과대학병원
- 원광대학교 대전치과병원
- 조선대학교치과병원

### 한방병원
- 가천대학교 길한방병원
- 경희대학교한방병원
- 대구한의대학교부속 대구한방병원
- 대구한의대학교부속 포항한방병원
- 대전대학교 대전한방병원
- 대전대학교 서울한방병원
- 대전대학교 천안한방병원
- 동국대학교 분당한방병원
- 동신대학교 | 광주동신대학교한방병원
- 동신대학교 | 나주동신대학교한방병원
- 동신대학교 | 목포동신대학교한방병원
- 동의대학교한방병원
- 부산대학교한방병원
- 상지대학교 한방병원
- 세명대학교 부속 충주한방병원
- 세명대학교 부속 한방병원
- 우석대학교 부속 한방병원
- 원광대학교 익산한방병원
- 원광대학교 전주한방병원
- 원광대학교 광주한방병원